# Neodon forresti
Neodon forresti е вид бозайник от семейство Хомякови (Cricetidae).

## Разпространение
Видът е разпространен в Китай (Юннан) и Мианмар.